# Arkasa

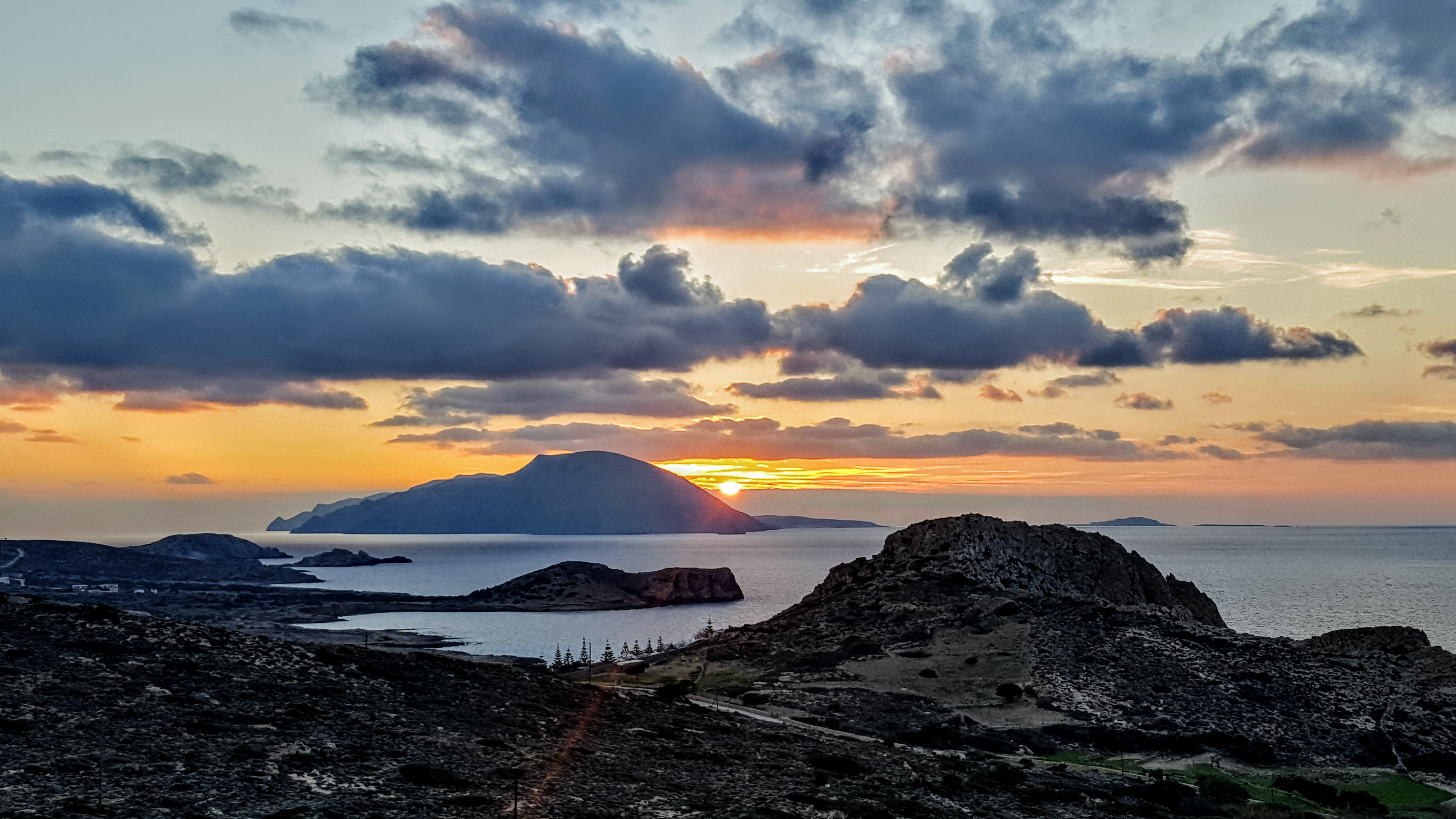
Sonnenuntergang in Arkasa

Arkasa (griechisch Αρκάσα (f. sg.)) ist ein Küstendorf im äußersten Südwesten der griechischen Insel Karpathos, etwa neun Kilometer südwestlich der Stadt Karpathos, dem Hauptort der Insel. Das Dorf bildet gemeinsam mit dem nördlich gelegenen Hafenörtchen Finiki und zwei unbewohnten Felseninseln die gleichnamige Ortsgemeinschaft (Τοπική Κοινότητα Αρκάσας Topikí Kinótita Arkásas) im Gemeindebezirk Karpathos (Δημοτική Ενότητα Καρπάθου Dimotikí Enótita Karpáthou) der Gemeinde Karpathos.

## Lage
Das Dorf Arkasa liegt etwa 9 Kilometer südwestlich der Stadt Karpathos und 6 Kilometer nordwestlich des Inselflughafens, gegenüber der Insel Kassos. Das Hafenörtchen Finiki (Φοινίκι) liegt am Ende derselben Bucht rund 2 Kilometer nördlich. Die Ortsgemeinschaft Arkasa grenzt im Norden an Pyles und im Osten an Menetes an.

## Verwaltung
Kurz nach dem Anschluss des Dodekanes an Griechenland wurde die gleichnamige Landgemeinde (Κοινότητα Αρκάσας Kinótita Arkásas) mit Sitz in Arkasa gegründet. Die Zusammenlegung von sieben weiteren Landgemeinden zur damaligen Gemeinde Karpathos, dem heutigen Gemeindebezirk Karpathos erfolgte nach der Gemeindereform 1997. Die Verwaltungsreform 2010 führte die ehemaligen Gemeinden der Insel zur neuen Gemeinde Karpathos (Δήμος Καρπάθου Dimos Karpathou) zusammen.
Einwohnerentwicklung von Arkasa
| Name   | griechisch       | Code       | 1947 | 1951 | 1961 | 1971 | 1981 | 1991 | 2001 | 2011 |
| ------ | ---------------- | ---------- | ---- | ---- | ---- | ---- | ---- | ---- | ---- | ---- |
| Arkasa | Αρκάσα (f. sg.)  | 6201010301 | 562  | 479  | 457  | 436  | 379  | 394  | 473  | 531  |
| Finiki | Φοινίκι (n. sg.) | 6201010302 | 071  | 088  | 053  | 010  | 011  | 084  | 026  | 033  |
| Gesamt | Gesamt           | 62010103   | 633  | 567  | 510  | 446  | 390  | 478  | 499  | 564  |

Zur Ortsgemeinschaft Arkasa zählen die beiden unbewohnten Inseln Diakoftis und Charkias.

## Geschichte
Auf der Halbinsel Paleókastro, welche mit ihren mächtigen Steinfelsen vor Arkasa ins Meer hinaus ragt, befand sich während der mykenischen Zeit (1400 v. Chr.) eine mächtige Festung. Zur Zeit der Herrschaft der Dorer entstand an dieser Stelle die Stadt Arkesía. Reste der ehemaligen mykenischen Kyklopenmauer sind heute noch vorhanden. Am Rande dieser Halbinsel stehen die weiße Kapelle Agia Sophía und direkt vorgelagert die Überreste der frühchristlichen Basilika Agía Anastasía mit ihrem Mosaikboden. Das heutige Arkasa entstand um die Mitte des 19. Jahrhunderts.